# KKXX secuencia
La secuencia de aminoácidos KKXX y, para algunas proteínas, XKXX es un péptido señal situado en el extremo C-terminal de una proteína, que determina la recuperación de proteínas de membrana del retículo endoplasmático desde el aparato de Golgi.  La señal interacciona con el complejo proteico COP I para dirigir hacia el RE desde el extremo cis del aparato de Golgi mediante transporte retrógrado.
La abreviatura KKXX está compuesta por las correspodientes abreviaciones estándar de una letra, definido por la IUPAC y la IUBMB en 1983 como:
```
Lisina
-Lisina-X-X  C-terminal
Lys-Lys-X-X
K-K-X-X
```

- X= cualquier aminoácido